# Komenda Wojewódzka Policji w Gdańsku
Komenda Wojewódzka Policji w Gdańsku – jednostka organizacyjna polskiej Policji, obejmująca swoim zasięgiem terytorium województwa pomorskiego.

## Kierownictwo
- nadinsp. Bogusław Ziemba – komendant wojewódzki Policji w Gdańsku
- insp. Konrad Kobierski – I zastępca komendanta wojewódzkiego Policji w Gdańsku
- insp. Alina Majchrzak - zastępca komendanta wojewódzkiego Policji w Gdańsku
- insp. Anna Kos - zastępca komendanta wojewódzkiego Policji w Gdańsku

## Patronka pomorskich policjantów
Stanisława Paleolog - działaczka niepodległościowa, uczestniczka czterech wojen, podpułkownik Wojska Polskiego RP, komisarz Policji Państwowej, funkcjonariuszka Policji Polskiej GG, kapitan czasu wojny w ramach Związku Walki Zbrojnej i Armii Krajowej, minister w pierwszym rządzie Antoniego Pająka na uchodźstwie.
28 września 2018 roku odsłonięto tablicę pamiątkową poświęconą patronce policjantów woj. pomorskiego – komisarz Policji Państwowej Stanisławie Filipinie Paleolog. Wyboru patronki dokonano w ramach przygotowań do 100-lecia powstania Policji Państwowej. Tablica wieńczy pracę nad wyborem patrona policjantów woj. pomorskiego, którym ostatecznie została właśnie komendantka i organizatorka Kobiecej Policji w Polsce – komisarz Policji Państwowej Stanisława Filipina Paleolog, żyjąca w latach 1892-1968.  Tablica umieszczona została przy wejściu głównym do budynku Komendy Wojewódzkiej Policji w Gdańsku przy ul. Okopowej 15.

## Rekrutacja do Policji
Służbę w Policji może pełnić obywatel polski o nieposzlakowanej opinii, który nie był skazany prawomocnym wyrokiem sądu za przestępstwo lub przestępstwo skarbowe, korzystający z pełni praw publicznych, posiadający co najmniej wykształcenie średnie lub średnie branżowe oraz zdolność fizyczną i psychiczną do służby w formacjach uzbrojonych, podległych szczególnej dyscyplinie służbowej, której jest gotów się podporządkować, a także dający rękojmię zachowania tajemnicy stosownie do wymogów określonych w przepisach o ochronie informacji niejawnych.